# Incidente de Petra László

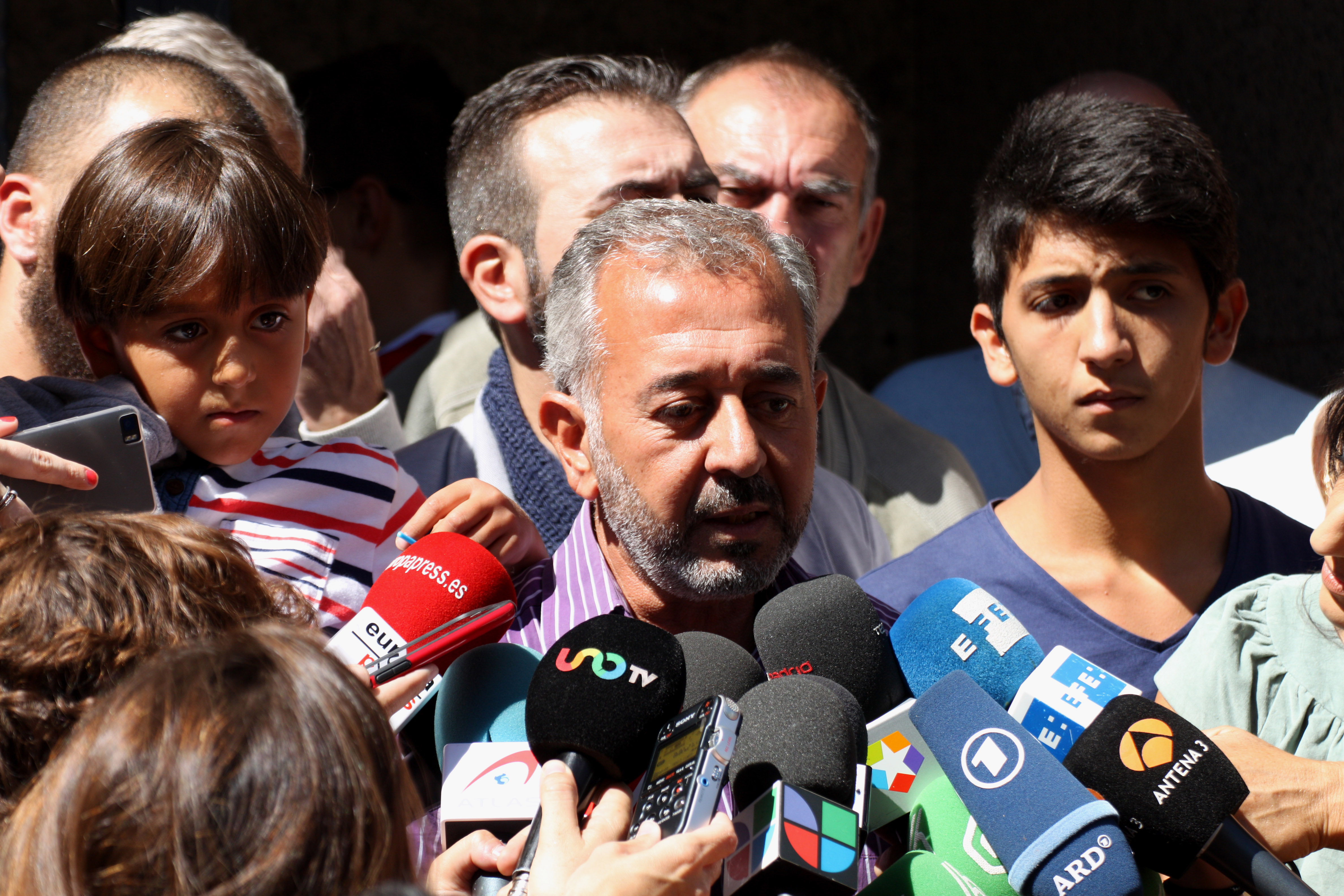
Osama Abdul Mohsen en Getafe, noviembre de 2015.

El incidente xenófobo de Petra László tuvo lugar el 8 de septiembre de 2015 en Röszke, Csongrád, en la frontera de Hungría con Serbia, en el transcurso de la crisis migratoria en Europa, en el que se vio involucrada la periodista húngara Petra László con un refugiado sirio.

## Incidente
László trabajaba como cámara para el canal Magyar1 (o M1TV), de línea conservadora. Mientras cubría la crisis de refugiados procedentes de Oriente Medio desde la frontera, se acercó a un hombre junto a su hijo, ambos de nacionalidad siria, con la aparente intención de zancadillearles. Según algunos medios de comunicación presentes, también llegó a hacer lo mismo con una adolescente, también originaria de Siria.
La víctima de la agresión era Osama Abdul Mohsen, entrenador del Al-Fotuwa SC (de 2013 a 2015) de la Primera División Siria hasta que tuvo que huir con su familia ante la inestabilidad en el país.
Por el contrario, el semanario Heti Válasz desmintió que la reportera cometiera tales acciones teniendo en cuenta los diferentes ángulos desde donde enfocaban los cámaras.
Dicha acción originó una gran repercusión mediática a nivel mundial. En consecuencia, László fue despedida.
M1TV, de tendencia conservadora, es una cadena televisiva cercana al Fidesz y Kresztény demokrata néppárt, partido político situado en el espectro de la Centro derecha. Poco después de cesarla de su cargo, el jefe del canal televisivo condenó la agresión calificándola de "inaceptable".
El 11 de septiembre de 2015, la ya ex-reportera se disculpó ante los medios y las redes sociales. Según su declaración textual: "Estaba asustada. Pensé que iban directos hacia mí y tuve que defenderme". László aprovechó para rechazar lo que según ella era un "linchamiento mediático".

## Consecuencias
En una entrevista publicada el 21 de octubre en un periódico ruso, László declaró que estaba pensando en trabajar en Rusia para alejarse de la "caza de brujas política" a la que estaba sometida en su país. En el mismo medio declaró que tenía pensado presentar una querella contra el refugiado por presentar falso testimonio ante la policía, a la vez que le acusaba de alentar amenazas vía Facebook.
En cuanto a Mohsen, quien procedía de Turquía por la denominada "Ruta de los Balcanes", pidió asilo político en Alemania para él y su familia (de los cuales, algunos aún seguían en el país otomano). Respecto a la operadora de cámara, en una entrevista concedida a la CNN declaró que le comentó que: "el karma se volvería en su contra tarde o temprano y que Dios no iba a pasar por alto esta acción". Finalmente conseguiría asilo en España (no así el resto de familiares, todavía en Turquía), donde conseguiría trabajo en una organización deportiva cercana a Madrid.
Una vez asentado en el país ibérico, Mohsen fue invitado por el Real Madrid, equipo del que es admirador, a que hiciese el saque de honor. Sin embargo su tranquilidad duró poco tiempo, ya que empezaron a circular por internet rumores sobre supuestos vínculos con el Frente Al-Nusra, organización terrorista vinculada con Al-Qaeda. Sin embargo, rechazó tales acusaciones y declaró haber sido un manifestante pacífico, opositor al régimen sirio.
En noviembre de 2015, afirmó querer trasladarse a Austria o Alemania y organizar un club de fútbol formado por refugiados sirios.
En septiembre de 2016, la corte realizó la acusación formal del cargo Brecha de Paz, por el incidente pero no le llamaron un incidente racial.
En 2018 fue absuelta del cargo.